# Lancheras de Cataño 2016
Questa voce raccoglie le informazioni riguardanti le Lancheras de Cataño nella stagione 2016.

## Organigramma societario
Area direttiva
- Presidente: Luis Ernesto Santini

Area tecnica
- Allenatore: Yarelis Rodríguez

## Rosa
| N° | Nome              | Ruolo | Data di nascita  | Nazionalità sportiva |
| -- | ----------------- | ----- | ---------------- | -------------------- |
| 1  | Paola Rivera      | C     | 6 marzo 1997     | Porto Rico           |
| 2  | Debora Seilhamer  | L     | 10 aprile 1985   | Porto Rico           |
| 3  | Yozually Ortíz    | S/O   | 21 gennaio 1991  | Porto Rico           |
| 4  | Dianise Rodríguez | S/L   | 14 giugno 1995   | Porto Rico           |
| 7  | Mariana Thon      | P     | 18 novembre 1988 | Porto Rico           |
| 8  | Gelymar Rodríguez | S     | 26 giugno 1992   | Porto Rico           |
| 9  | Lola Arslanbekova | S     | 10 agosto 1990   | Uzbekistan           |
| 11 | Legna Hernández   | S     | 18 luglio 1991   | Porto Rico           |
| 12 | Nicole Rodríguez  | P     | 21 marzo 1994    | Porto Rico           |
| 13 | Shirley Ferrer    | S/O   | 23 giugno 1991   | Porto Rico           |
| 15 | Cecilia Hall      | C     | 10 febbraio 1992 | Svezia               |
| 16 | Alexandra Oquendo | C     | 3 febbraio 1984  | Porto Rico           |
| 18 | Ellen Chapman     | S     | 26 marzo 1993    | Stati Uniti          |

## Mercato
| Acquisti | Acquisti          | Acquisti             | Acquisti   |
| R.       | Nome              | da                   | Modalità   |
| -------- | ----------------- | -------------------- | ---------- |
| S/O      | Yozually Ortíz    | Changas de Naranjito | definitivo |
| L        | Dianise Rodríguez | Leonas de Ponce      | definitivo |
| P        | Mariana Thon      | Gigantes de Carolina | definitivo |
| S        | Gelymar Rodríguez | Criollas de Caguas   | definitivo |
| S        | Legna Hernández   | Leonas de Ponce      | definitivo |
| P        | Nicole Rodríguez  | Metropolitana        | definitivo |
| C        | Cecilia Hall      | Nebraska             | definitivo |
| C        | Alexandra Oquendo | Leonas de Ponce      | definitivo |
| S        | Ellen Chapman     | -                    | definitivo |
| S        | Lola Arslanbekova | -                    | definitivo |

| Cessioni | Cessioni            | Cessioni              | Cessioni   |
| R.       | Nome                | a                     | Modalità   |
| -------- | ------------------- | --------------------- | ---------- |
| L        | Tatiana Jusino      | Orientales de Humacao | definitivo |
| S        | Elisabeth Andino    | Valencianas de Juncos | definitivo |
| S        | Tatiana Encarnación | Changas de Naranjito  | definitivo |
| C        | Stephanie Massanet  | -                     | definitivo |
| S/O      | Sheila López        | -                     | ritirata   |
| S        | Kristy Jaeckel      | -                     | definitivo |
| P        | Caitlyn Donahue     | -                     | definitivo |
| C        | Yeleishka Vázquez   | Leonas de Ponce       | definitivo |
| P        | Lizzelle Cintrón    | Gigantes de Carolina  | definitivo |
| C        | Dulce Téllez        | Leonas de Ponce       | definitivo |
| S        | Ellen Chapman       | -                     | ritirata   |
| C        | Cecilia Hall        | -                     | definitivo |

## Risultati

### LVSF

#### Regular season
| 1ª giornata - 16 gennaio 2016 Coliseo Héctor Solá Bezares, Caguas        | Criollas de Caguas      | 3 - 0 | Lancheras de Cataño     | 25-16, 25-19, 25-22               |
| 2ª giornata - 21 gennaio 2016 Palacio de Recreación y Deportes, Mayagüez | Indias de Mayagüez      | 3 - 0 | Lancheras de Cataño     | 25-13, 26-24, 27-25               |
| 3ª giornata - 24 gennaio 2016 Coliseo Cosme Beitia Sálamo, Cataño        | Lancheras de Cataño     | 3 - 0 | Valencianas de Juncos   | 25-22, 25-23, 25-15               |
| 4ª giornata - 27 gennaio 2016 Coliseo Salvador Dijols, Ponce             | Leonas de Ponce         | 3 - 1 | Lancheras de Cataño     | 23-25, 25-15, 25-17, 28-26        |
| 5ª giornata - 29 gennaio 2016 Coliseo Cosme Beitia Sálamo, Cataño        | Lancheras de Cataño     | 2 - 3 | Gigantes de Carolina    | 19-25, 13-25, 25-23, 25-16, 13-15 |
| 6ª giornata - 3 febbraio 2016 Coliseo Emilio Huyke, Humacao              | Orientales de Humacao   | 2 - 3 | Lancheras de Cataño     | 25-20, 25-14, 20-25, 16-25, 13-15 |
| 7ª giornata - 7 febbraio 2016 Coliseo Cosme Beitia Sálamo, Cataño        | Lancheras de Cataño     | 2 - 3 | Capitalinas de San Juan | 25-23, 25-20, 16-25, 20-25, 13-15 |
| 8ª giornata - 11 febbraio 2016 Coliseo Cosme Beitia Sálamo, Cataño       | Lancheras de Cataño     | 3 - 0 | Changas de Naranjito    | 25-23, 25-23, 25-23               |
| 9ª giornata - 13 febbraio 2016 Coliseo Héctor Solá Bezares, Caguas       | Criollas de Caguas      | 1 - 3 | Lancheras de Cataño     | 21-25, 23-25, 25-16, 21-25        |
| 10ª giornata - 18 febbraio 2016 Coliseo Cosme Beitia Sálamo, Cataño      | Lancheras de Cataño     | 2 - 3 | Indias de Mayagüez      | 25-27, 32-30, 22-25, 19-25, 13-15 |
| 11ª giornata - 21 febbraio 2016 Coliseo Cosme Beitia Sálamo, Cataño      | Lancheras de Cataño     | 3 - 1 | Valencianas de Juncos   | 25-17, 25-22, 23-25, 25-21        |
| 12ª giornata - 24 febbraio 2016 Coliseo Cosme Beitia Sálamo, Cataño      | Lancheras de Cataño     | 2 - 3 | Leonas de Ponce         | 25-16, 22-25, 22-25, 15-13, 9-15  |
| 13ª giornata - 26 febbraio 2016 Coliseo Guillermo Angulo, Carolina       | Gigantes de Carolina    | 3 - 1 | Lancheras de Cataño     | 25-17, 25-20, 22-25, 25-21        |
| 14ª giornata - 3 marzo 2016 Coliseo Emilio Huyke, Humacao                | Orientales de Humacao   | 3 - 1 | Lancheras de Cataño     | 16-25, 25-23, 25-23, 25-16        |
| 15ª giornata - 6 marzo 2016 Coliseo Roberto Clemente, San Juan           | Capitalinas de San Juan | 0 - 3 | Lancheras de Cataño     | 23-25, 16-25, 19-25               |
| 16ª giornata - 9 marzo 2016 Coliseo Cosme Beitia Sálamo, Cataño          | Lancheras de Cataño     | 0 - 3 | Criollas de Caguas      | 23-25, 22-25, 20-25               |
| 17ª giornata - 11 marzo 2016 Coliseo Gelito Ortega, Naranjito            | Changas de Naranjito    | 0 - 3 | Lancheras de Cataño     | 23-25, 26-28, 16-25               |
| 18ª giornata - 16 marzo 2016 Coliseo Cosme Beitia Sálamo, Cataño         | Lancheras de Cataño     | 1 - 3 | Indias de Mayagüez      | 17-25, 25-22, 23-25, 16-25        |
| 19ª giornata - 20 marzo 2016 Coliseo Cosme Beitia Sálamo, Cataño         | Lancheras de Cataño     | 2 - 3 | Gigantes de Carolina    | 22-25, 15-25, 25-13, 25-17, 13-15 |
| 20ª giornata - 22 marzo 2016 Coliseo Roberto Clemente, San Juan          | Capitalinas de San Juan | 1 - 3 | Lancheras de Cataño     | 23-25, 25-14, 21-25, 22-25        |
| 21ª giornata - 30 marzo 2016 Coliseo Cosme Beitia Sálamo, Cataño         | Lancheras de Cataño     | 1 - 3 | Leonas de Ponce         | 25-21, 25-27, 23-25, 13-25        |
| 22ª giornata - 2 aprile 2016 Coliseo Cosme Beitia Sálamo, Cataño         | Lancheras de Cataño     | 3 - 1 | Orientales de Humacao   | 29-27, 21-25, 26-24, 25-21        |
| 23ª giornata - 3 aprile 2016 Coliseo Gelito Ortega, Naranjito            | Changas de Naranjito    | 3 - 2 | Lancheras de Cataño     | 25-20, 23-25, 25-16, 21-25, 15-11 |
| 24ª giornata - 5 aprile 2016 Coliseo Rafael Amalbert, Juncos             | Valencianas de Juncos   | 0 - 3 | Lancheras de Cataño     | 22-25, 12-25, 20-25               |

#### Play-off
| Quarti di finale (gara 1) - 7 aprile 2016 Coliseo Cosme Beitia Sálamo, Cataño  | Lancheras de Cataño     | 0 - 3 | Leonas de Ponce         | 24-26, 18-25, 25-27               |
| Quarti di finale (gara 3) - 9 aprile 2016 Coliseo Roberto Clemente, San Juan   | Capitalinas de San Juan | 3 - 1 | Lancheras de Cataño     | 17-25, 25-19, 25-17, 25-19        |
| Quarti di finale (gara 5) - 14 aprile 2016 Coliseo Cosme Beitia Sálamo, Cataño | Lancheras de Cataño     | 1 - 3 | Capitalinas de San Juan | 21-25, 25-23, 24-26, 23-25        |
| Quarti di finale (gara 6) - 15 aprile 2016 Coliseo Salvador Dijols, Ponce      | Leonas de Ponce         | 2 - 3 | Lancheras de Cataño     | 21-25, 25-16, 25-21, 23-25, 13-15 |

## Statistiche

### Statistiche di squadra
| Competizione | Punti | In casa | In casa | In casa | In trasferta | In trasferta | In trasferta | Totale | Totale | Totale |
| Competizione | Punti | G       | V       | P       | G            | V            | P            | G      | V      | P      |
| ------------ | ----- | ------- | ------- | ------- | ------------ | ------------ | ------------ | ------ | ------ | ------ |
| LVSF         | 35    | 14      | 4       | 10      | 14           | 7            | 7            | 28     | 11     | 17     |
| Totale       | -     | 14      | 4       | 10      | 14           | 7            | 7            | 28     | 11     | 17     |

G = partite giocate; V = partite vinte; P = partite perse